# Jack Leonard
Jack Leonard (* 10. Februar 1913 in Brooklyn; † 17. Juni 1988 in Woodland Hills) war ein US-amerikanischer Sänger, der Ende der 1930er-Jahre in den USA sehr populär war.
Er sang zunächst im Orchester von Bert Block, bevor er 1937 Bandsänger bei Tommy Dorsey wurde. Dort bildete er ein Gesangstrio mit dem Arrangeur Axel Stordahl und dem Trompeter Joe Bauer (The Three Esquires), wurde aber insbesondere als Solist bekannt. Er wurde damals in seiner Popularität als Sänger nur von Bing Crosby übertroffen und trug durch mehrere Hits (wie Marie) wesentlich zu Tommy Dorseys Erfolg bei. November 1939 verließ er überraschend Dorsey (einer seiner Nachfolger wurde der junge Frank Sinatra). Er setzte seine Karriere als Solist fort, trat in Spielfilmen auf und hatte 1949 eine eigene TV-Show. 1951 war er einer der Moderatoren von Broadway Open House und 1956 trat er im Erinnerungskonzert an Tommy Dorsey auf. 
Er sollte nicht mit dem US-amerikanischen Komiker Jack E. Leonard (1910–1973) verwechselt werden.
1939 gewann er die Reader-Polls der Zeitschrift Metronome.